# Jean Fortin
Jean Fortin (né en 1985) est un joueur français de shogi cinquième dan; il est en particulier quintuple champion d'Europe. Il a pratiqué également les échecs et le go.

## Palmarès

### Championnat d'Europe
Jean Fortin a été plusieurs fois sur le podium du Championnat d'Europe de shogi.

#### Cadence lente
- Champion d'Europe : 2009, 2010, 2011, 2015, 2016, 2024 ;
- Vice-champion d'Europe : 2018 ;
- Troisième au championnat d'Europe : 2014.

#### Blitz
- Vice-champion d'Europe : 2009 ;
- Troisième au championnat d'Europe de blitz : 2011, 2012, 2013, 2014.

### International Shogi Forum
Jean Fortin a remporté l'édition 2011 de l'International Shogi Forum organisée à Rueil-Malmaison. Il a terminé second de l'édition 2014, organisée à Shizuoka.

### Championnat de France
- Champion de France de shogi en 2012, 2013, 2014, 2016 et 2018[7]

- Vice Champion de France 2015
- Troisième au championnat de France en 2010 et 2011

### Autres compétitions

#### Internationaux de biathlon échecs-shogi
Jean Fortin a participé aux Internationaux de biathlon échecs-shogi, organisés dans le cadre de Marseille-Provence 2013, auxquels ont participé à la fois de forts joueurs d'échecs (dont plusieurs grands maîtres internationaux) et de shogi (dont la joueuse professionnelle Madoka Kitao). Il termine second derrière le GMI Yannick Pelletier.

## Vie privé
Il vit actuellement à Zurich, en Suisse et il s'est marié avec Karolina Styczyńska en août 2022.